# Ajax Sportman Combinatie
Ajax Sportman Combinatie, kortweg ASC, is een Nederlandse voetbal- en cricketclub uit de Zuid-Hollandse plaats Oegstgeest, maar oorspronkelijk afkomstig uit Leiden. De cricketafdeling komt uit onder de naam Ajax. De fusieclub werd in 1918 opgericht na het samengaan van Ajax Leiden en LAV De Sportman.

## Geschiedenis
De club werd op 1 juni 1892 opgericht als Leidsche Cricket- en Football-Club Ajax. Zoals de naam al aangeeft was de club eerst gesitueerd in Leiden; in 1917 verhuisde de club naar Oegstgeest, waar de club sinds 1985 ook statutair is gevestigd. In 1918 fuseerden Ajax en de op 30 augustus 1896 opgerichte LAV De Sportman en kreeg de vereniging haar huidige naam.
Op 15 juli 1940 werd door leden van de zaterdagafdeling van ASC de Voetbalvereniging Leiden opgericht, omdat de zondagafdeling bij ASC prioriteit kreeg. In de loop van de daarop volgende eeuw is de club langzaam afgegleden richting de kelder van het amateurvoetbal.

### 100-jarig bestaan (1992)
Het honderdjarig bestaan van ASC, waarbij de fusieclub uitging van de oprichtingsdatum van Ajax Leiden, werd in 1992 opgeluisterd door een erewedstrijd tussen ASC 1 en het Nederlands Elftal onder leiding van Rinus Michels, dat in voorbereiding was voor het Europees Kampioenschap in Zweden. Oranje won afgetekend met 0-16.

### Terug naar de Tweede klasse
In 2019 promoveerde ASC voor het eerst sinds 1929 weer naar de Tweede klasse. In het seizoen 2018/19 waren de derde en de vierde klassen samengevoegd om een nieuwe verdeling van de zondagclubs te organiseren. Er werden twee overgangscompetities gespeeld, een voor en een na de winterstop. ASC eindigde twee keer hoog genoeg om promotie naar de Tweede klasse te bewerkstelligen. Tijdens de coronacrisis werd de competitie twee keer voortijdig beëindigd, waardoor er geen promotie of degradatie was. 
In het seizoen 2021/22 werd er weer een volledige competitie uitgespeeld. ASC wist zich met een tiende plaats te handhaven in de Tweede klasse. Dit was het laatste seizoen van het eerste standaardelftal van ASC op de zondag. De club maakte gebruik van de regeling van de KNVB om horizontaal over te stappen van speeldag en kwam in het seizoen 2022/23 uit in de Tweede klasse zaterdag. ASC eindigde het eerste seizoen op de zaterdag op de twaalfde plaats in een competitie met 14 clubs en degradeerde daarmee weer terug naar de Derde klasse, waar het is het seizoen 2025/26 voor het derde seizoen op rij in zal uitkomen.

## Erelijst

### Ajax Leiden
Cricket
- Kampioen van Nederland: 1897

Voetbal
- Beker van Nederland: finalist in 1900
- Kampioenschap Tweede klasse: 1899, 1915, 1916, 1917, 1918

### ASC
Voetbal
- Kampioenschap Derde klasse: 1921, 1936, 1939, 1972
- Kampioenschap Vierde klasse: 1983, 1985
- Kampioenschap Afdeling Leiden: 1996, 2004
- Promotie naar Tweede Klasse: 2019
- Promotie naar Derde Klasse: 2010

## Competitieresultaten 1919–heden
Tot en met 2022 speelde ASC met haar eerste elftal op zondag. In 2022 hebben zij horizontaal de overstap gemaakt naar de zaterdag.
| 9 2A |

| 6 3D |

| 1 3D |

| 2 2C |

| 1 2B |

| 8 |

| 8 |

| 8 |

| 10 |

| 6 2A |

| 10 2A |

| 2 3A |

| 5 3A |

| 9 3A |

| 9 3B |

| 9 3A |

| 8 4A |

| 1 4B |

| 5 3A |

| 10 3A |

| 1 3A |

| 6 M |

| 4 3A |

| 1 3A |

| 6 3A |

| 3 3A |

|  |

| 2 3A |

| 7 3B |

| 9 3A |

| 1 4C |

| 2 4A |

| 3 4A |

| 3 4A |

| 2 4A |

| 6 4A |

| 9 4A |

| 4 4A |

| 1 4A |

| 8 4? |

| 10 4A |

| 3 4B |

| 10 4A |

| 9 4A |

| 8 4A |

| 2 4B |

| 3 4C |

| 6 4D |

| 4 4B |

| 11 4A |

| 3 4B |

| 5 4B |

| 5 4A |

| 1 4B |

| 8 3A |

| 11 3A |

| 11 4A |

| 9 4B |

| 10 4A |

| 9 4B |

| 11 4A |

| 12 4A |

|  |

|  |

|  |

| 12 4A |

|  |

| 11 4A |

| 12 4B |

|  |

| 8 4A |

| 11 4A |

|  |

| 1 5A |

| 9 4A |

| 9 4A |

| 11 4B |

| 10 4A |

| 4 4A |

| 5 4A |

| 8 4A |

| 8 4A |

| 3 4A |

| 2 4A |

| 10 3A |

| 7 4A |

| 4 4A |

| 3 4A |

| 13 3A |

| 11 3A |

| 12 3A |

| 11 3A |

| 2 HA 3 Q1 |

| 10* 2C |

| 11* 2C |

| 10 2C |

| 12 2C |

| 7 3A |

| 8 3A |

| - |

- = Dit seizoen werd stopgezet vanwege de uitbraak van het coronavirus. Er werd voor dit seizoen geen officiële eindstand vastgesteld.

| Tweede divisie        | Derde divisie              | Vierde divisie | Eerste klasse |
| Tweede klasse         | Derde klasse               | Vierde klasse  | Vijfde klasse |
| Noodcompetitie (1940) | Overgangscompetitie (2019) |                |               |

In elke staaf van de grafiek staat van boven naar beneden vermeld: 
- Eindnotering

Dit is de positie die de club heeft bereikt in de competitie, zonder eventuele beslissings-, play-off- of nacompetitiewedstrijden die nodig zijn geweest om bijvoorbeeld de kampioen van de competitie te bepalen.
Indien een * achter het getal staat is de notering een tussenstand en kan het zijn dat de notering niet overeenkomt met de uiteindelijke eindstand van de competitie.
Staat er een - dan is het seizoen nog bezig en is er geen definitieve uitslag bekend.
Staat er xx op de positie van de notering, dan heeft de club vroegtijdig de competitie verlaten. Dit kan onder andere komen door terugtrekking van het team, faillissement van de club of door een uitgedeelde straf van de KNVB. In veel gevallen staat elders in het artikel de reden vermeld.
Staat er een ? dan is het resultaat uit het verleden onbekend, en is alleen de competitie of het niveau bekend van dat seizoen.
In de seizoenen 2019/20 en 2020/21 werd wegens de coronacrisis het amateurvoetbal afgebroken. Daardoor kennen deze staven geen eindklassering (middels -- weergegeven).
- Competitieniveau en afdelingsletter of Officiële eindstand Eredivisie
  - Competitieniveau en afdelingsletter

Hierbij geeft het getal het niveau weer, dat ook terug te vinden is in de legenda. De letter is de afdelingsaanduiding en wordt gebruikt wanneer er meer afdelingen zijn op hetzelfde niveau. De afdelingsletter is altijd een hoofdletter en wordt meestal zonder nummer gebruikt.
Voorbeeld: 2F is niveau 2e klasse competitie F.
Het competitieniveau en nummer wordt niet vermeld wanneer er slechts één competitie van dit niveau was.
  - Officiële eindstand Eredivisie (getal staat tussen haakjes vermeld)

Sinds de introductie van play-offwedstrijden voor Europees voetbal na afloop van de reguliere competitie in 2005/06, is de KNVB verplicht een eindstand van de Eredivisie door te geven aan de UEFA aan de hand van deze play-offwedstrijden.
Bij deze eindstand staan clubs die zich hebben gekwalificeerd voor Europees voetbal hoger dan clubs die zich niet wisten te kwalificeren. Indien er geen verschil was tussen de eindnotering en de officiële eindstand, staat dit getal niet vermeld.

- Onderafdeling

Hier staat afgekort de naam van de onderafdeling indien de club in dat jaar in een onderafdeling uitkwam. Tevens staat deze afkorting in de legenda en wordt gelinkt naar het artikel over deze onderafdeling. Deze afkorting wordt alleen vermeld wanneer de club in het verleden in verschillende onderafdelingen heeft gespeeld. Deze vermelding is in de staaf altijd in kleine letters. Deze onderafdelingen zijn na het seizoen 1995/96 afgeschaft. Heeft de club in slechts één onderafdeling gespeeld, dan is dit alleen terug te vinden in de legenda.
Onder de staaf staat het jaartal vermeld waarin het seizoen is afgesloten. 15 verwijst naar het seizoen 2014/15 of eventueel het seizoen 1914/15.
Wanneer een staaf leeg is, zijn deze gegevens niet bekend. Het kan ook zijn dat de club dat seizoen niet heeft meegespeeld op het hogere amateurniveau, vroegtijdig de competitie heeft verlaten of uit de competitie is gezet.

In het seizoen 1944/45 was er wegens de Tweede Wereldoorlog geen regulier competitievoetbal.

## Bekende (ex-)spelers
- Taeke Taekema
- Henk Wamsteker
- Maarten Fontein
- Jan Wolkers
- Wim Meutstege
- Martin van Rooijen
- Iman Dozy
- Hugo Wentges